# Euderces posticus
Euderces posticus là một loài bọ cánh cứng trong họ Cerambycidae.